# ムソマ空港

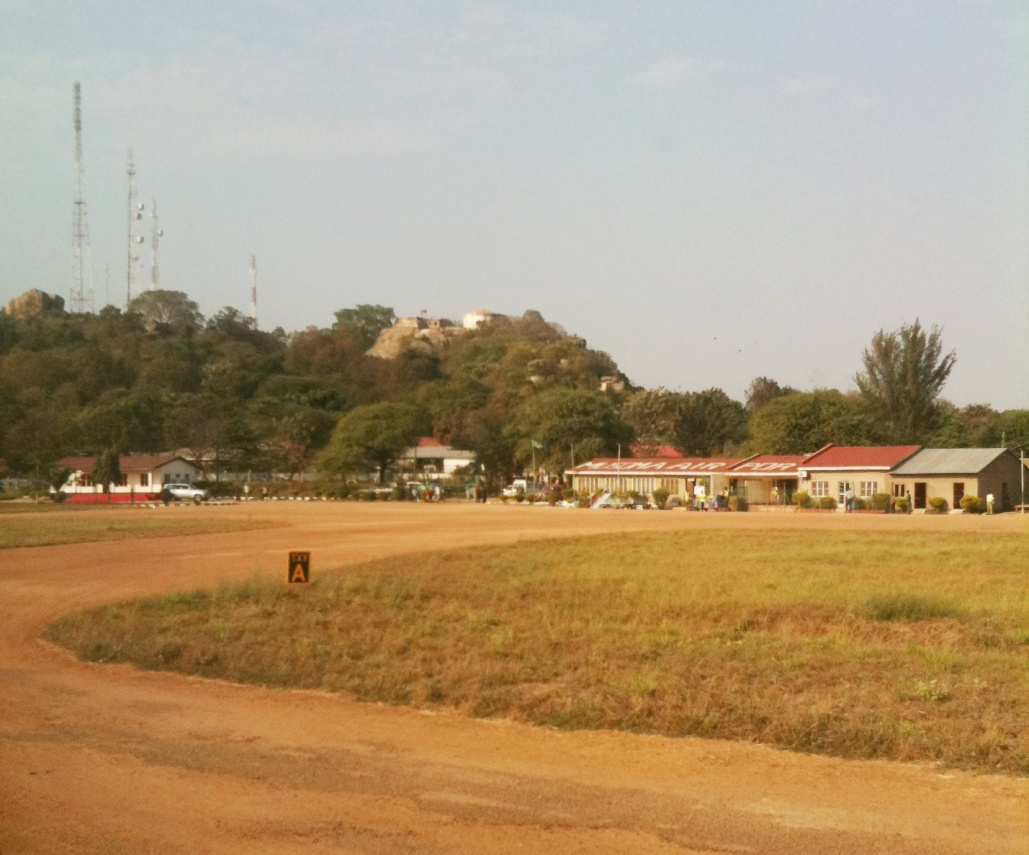
ムソマ空港の施設群。

ムソマ空港（ムソマくうこう、英語: Musoma Airport、スワヒリ語: Uwanja wa Ndege wa Musoma、(IATA: MUZ, ICAO: HTMU)）は、タンザニア北部のマラ州にあるムソマおよび周辺地域のための空港。
空港内には、ムソマの無指向性無線標識（識別記号：MU）が設けられている。
ムソマ空港を含め、タンザニア北部各地の空港は、大規模な改良の必要が指摘されているが、資金不足のため取り組みは停滞している。

## 就航している航空会社と路線
| 航空会社         | 就航地           |
| ---------------- | ---------------- |
| オーリック・エア | ムワンザ         |
| プレシジョンエア | ダルエスサラーム |